# سرتاف
سرتاف، روستایی از توابع بخش الوار گرمسیری شهرستان اندیمشک در استان خوزستان ایران است.
ساکنین این روستا چندین خانوار از طایفه ی میرزاوند شعبه فرخی حوز شیرآلی نوادگان اتابک و خزعل میرزاوند می باشند.
بهترین زمین کشاورزی در نزدیک این روستا زمین بِزِرغربی پلاک ۱۲ متعلق به عبدالحسین میرزاوند خواهرزاده اتابک است این زمین یکی از بهترین زمین های کشاورزی از لحاظ خاک زمین و نیز تخت و هموار بودن زمین در بخش الوار گرمسیر است و ۱۲ هکتار می باشد خاک زمین خاک متمایل به خاک سیاه است و شواهد زیادی از وجود میدان نفت و گاز در زیر این زمین نیز وجود دارد.

## جمعیت
این روستا در دهستان قیلاب قرار دارد و براساس سرشماری مرکز آمار ایران در سال ۱۳۹۵، جمعیت آن ۱۰۷ نفر (۲۴ خانوار) بوده‌است.